# Administration de l'éducation nationale et de l'enseignement supérieur
« Administration scolaire et universitaire en France » redirige ici. Pour les autres significations, voir ASU.
Pour un article plus général, voir Personnels ingénieurs, administratifs, techniques, sociaux et de santé et des bibliothèques.
L’administration de l’éducation nationale et de l’enseignement supérieur (AENES) regroupe l’ensemble des corps et emplois de fonctionnaires remplissant des fonctions administratives et pouvant exercer dans la sphère des ministères de l'Éducation nationale, de la jeunesse et des sports ainsi que de l'Enseignement supérieur et de la Recherche. Ils peuvent y exercer dans les administrations centrales, dans les services déconcentrés (rectorats et directions des services départementaux de l'Éducation nationale), ainsi que dans les établissements scolaires, universitaires ou sportifs publics : établissements publics locaux d’enseignement (EPLE), établissements publics à caractère scientifique, culturel et professionnel (EPCSCP), CROUS, établissements publics nationaux.
Dans les établissements d'enseignement supérieur, les personnels Ingénieurs et techniciens de recherche et de formation (ITRF) de spécialisation administrative (Branche d'activité professionnelle [BAP] J) peuvent occuper les mêmes fonctions que les personnels de la filière AENES.

## Historique
Ces corps et emplois sont le fruit du regroupements successifs de différents corps et emplois : 
- d'anciens corps relevant spécialement de l'administration centrale ;
- des corps administratifs qui se retrouvaient dans les services déconcentrés et certains établissements ;
- les emplois administratifs des anciennes filières de l'« économat » et de l'« intendance universitaire », qui travaillaient dans les établissements d'enseignement secondaire et universitaire ou le réseau des CROUS.

Les personnels administratifs relevant des services déconcentrés et de certains établissements font l'objet d'une importante réorganisation en 1962, à l'initiative de Louis Cros, avec le décret no 62-1002 du 20 août 1962,, sous le nom d’« administration universitaire ». En 1983, avec le décret no 83-1033 du 3 décembre 1983, cette catégorie prend le nom d’« administration scolaire et universitaire ». Ce décret prévoit alors trois corps (secrétaire en catégorie B, attaché et conseiller en catégorie A) ainsi qu'un statut d'emploi de secrétaire général. 
En 2002, les personnels administratifs des corps d’« ingénieurs, techniciens et administratifs de recherche et de formation » sont regroupés avec les ASU. 
Enfin, la réforme de 2006-2008 conduit à fusionner, au même niveau de recrutement, les corps de l'administration centrale et ceux des services déconcentrés. 
Les corps et l'emploi de catégorie A ainsi que le corps de catégorie B sont toujours régis par le décret de 1983, qui renvoie toutefois à des dispositions communes à plusieurs administrations. Le corps des adjoints administratifs relève du décret no 2006-760. 
| Catégorie | Corps et emplois jusqu'en 2006 | Nouveaux corps et emplois                                                               |
| --------- | --- | --------------------------------------------------------------------------------------- |
| A         | Secrétaire général d'administration scolaire et universitaire Conseiller d'administration scolaire et universitaire (CASU)                                                  | Administrateur de l'éducation nationale, de l'enseignement supérieur et de la recherche |
| A         | Attaché d'administration centrale du ministère de l'Éducation nationale Attaché d'administration scolaire et universitaire (AASU)                                           | Attaché d'administration de l'éducation nationale et de l'enseignement supérieur        |
| B         | Secrétaire administratif d'administration centrale du ministère de l'Éducation nationale Secrétaire d'administration scolaire et universitaire                              | Secrétaire administratif de l'éducation nationale et de l'enseignement supérieur        |
| C         | Adjoint administratif d'administration centrale du ministère de l'Éducation nationale Adjoint administratif des services déconcentrés du ministère de l'Éducation nationale | Adjoint administratif de l'éducation nationale et de l'enseignement supérieur           |

## Pyramide descorpset emploi

### Les agents de catégorie A

#### Administrateurs
Les fonctions les plus élevées sont confiées à des administrateurs de l'éducation nationale, de l'enseignement supérieur et de la recherche. Ils exercent des responsabilités importantes, comme directeur de CROUS, chef de division en rectorat, secrétaire général de direction des services départementaux de l'Éducation nationale, DRH au sein des universités et établissements d’enseignement supérieur, où ils peuvent prétendre aux fonctions de directeur général des services. Ils appartiennent à la catégorie A + et sont assimilés aux fonctions et aux responsabilités d'administrateur civil devenu en 2022 administrateur de l'Etat.
Dans les lycées les plus importants (en particulier ceux qui hébergent des GRETA et des services mutualisateurs de paye), les administrateurs occupent les fonctions de gestionnaire comptable.
Ces fonctions étaient auparavant exercées par des conseillers de l’administration scolaire et universitaire (CASU), corps créé en 1983 . Les derniers recrutements de CASU ont été effectués en 2008 ; le corps a été mis en extinction à compter de 2011 ,. Les personnels qui n'ont pas été intégrés dans le corps des administrateurs de l'éducation nationale et qui sont donc restés CASU ont été intégrés en 2013 dans les corps des attachés d'administration de l'État dans des grades provisoires de ce corps.

#### Attachés
Les attachés de l'éducation nationale et de l’enseignement supérieur (ADAENES), depuis le décret n°2011-1317 du 17 octobre 2011, ont été intégrés dans le corps interministériel des attachés d'administration de l'État.

### Les agents de catégorie B
Les secrétaires administratifs de l'éducation nationale et de l'enseignement supérieur (SAENES), qui regroupent les anciens secrétaires de l'administration scolaire et universitaire (SASU) et les secrétaires administratifs d'administration centrale, sont chargés de l'encadrement intermédiaire. Ils peuvent aussi exercer des fonctions budgétaires dans les établissements relevant de l'éducation nationale et de l'enseignement supérieur, des fonctions de secrétariat ou de gestion. Ils sont recrutés, au sein de chaque académie, soit par concours externe accessible à tout titulaire d’un diplôme Bac, soit par concours interne pour des agents déjà en poste depuis quatre ans. Ils peuvent aussi être employés à l'administration centrale des deux ministères. 
Le corps des secrétaires administratifs de l'éducation nationale et de l'enseignement supérieur comprend trois grades : classe normale, classe supérieure et classe exceptionnelle.
Les grades supérieurs sont accessibles par tableau d'avancement ou, pour le grade de classe exceptionnelle, par examen professionnel.

### Les agents de catégorie C
Les agents de catégorie C sont, depuis le protocole Jacob, regroupés en un seul corps, les adjoints administratifs (AA) de l'éducation nationale et de l'enseignement supérieur (ADJAENES). Ils sont chargés des tâches d'exécution ou de secrétariat.
Le corps des ADJAENES comprend 4 grades : 2e classe, 1re classe, principal de 2e classe, principal de 1re classe.
Les adjoints sont recrutés au sein de chaque académie.
Les adjoints de 2e classe sont recrutés sans concours, notamment par le biais du PACTE (parcours d'accès aux carrières territoriales, hospitalières et de l'État). Les adjoints de 1re classe sont recrutés sur concours externe sans condition de diplôme ou par concours interne à partir d'un an d'ancienneté.

## Changement de poste ou mutation
La durée minimale sur un poste  est de trois ans pour présenter sa candidature (de mutation) au mouvement des agents de sa catégorie ou de son grade. Donc en principe tous les trois ans, les agents peuvent postuler afin de changer de poste par mutation : les procédures de mutation sont ouvertes chaque année. Les agents saisissent leurs vœux par internet à des périodes précises de l'année.
Pour les catégories A, le mouvement a lieu au niveau national, c'est l'inter-académique. 
Pour les catégories A B et C, il existe deux types de demandes de mutation : 
- inter-académique, afin de changer d'académie et donc de région géographique.
- intra-académique, afin de changer d'établissement au sein d'une même académie.

Les mutations sont accordées en fonction d'un barème précis qui prend en compte notamment l'ancienneté de l'agent sur le poste actuel. 
Le mouvement au sein d'un même établissement est appelé mouvement interne et est uniquement du ressort de l'établissement.